# Grachev (månekrater)
Grachev er et nedslagskrater på Månen. Det befinder sig på Månens bagside og er opkaldt efter den sovjetiske raketingeniør Andrej D. Gratjov (1900-1964).
Navnet blev officielt tildelt af den Internationale Astronomiske Union (IAU) i 1970. 

## Omgivelser
Grachevkrateret ligger nordvest for Mare Orientale-nedslagsbassinet, i det ydre område af de udkastninger, som omgiver Montes Cordillera-bjergene. Langs den sydvestlige rand af Grachev løber Catena Michelson, som er en dal-lignende formation, der består af en lineære kæde af små kratere. Denne kæde forløber radialt i forhold til Mare Orientale-bassinet. Nord for Grachev ligger Leuschnerkrateret.

## Karakteristika
Grachev har en kun let eroderet ydre rand med en lille udadgående bule i den nordlige side. Kraterbunden er uden særlig træk, men har en lille forhøjning nær sit midtpunkt.

## Måneatlas
- Billeder af Grachevkrateret i LPI-måneatlasset